# Василь Костянтинович (князь ростовський)
Василь Костянтинович (1291—1316) — князь ростовський
Молодший син князя Костянтина Борисовича.
У літописах є лише дві звістки про цього князя: під 1291 — його народження, а під 1316 — звістка про те, що цей князь прийшов з Орди з татарськими послами, Казанчеєм та Сабанчі, які «багато зла сотвориша в Ростові». Оскільки в цей час йшла боротьба за великокняжий стіл між тверським князем Михайлом Ярославичем та московським Юрієм Даниловичем, навколо яких групувалися інші князі Володимиро-Суздальського князівства, то треба розуміти, що прихід Василя з Орди з татарами пов'язаний із цією боротьбою.
Помер, ймовірно, у 1316.

## Родина
Князь Василь був одружений з невідомою, від шлюбу з якою у нього були сини Федір та Костянтин, при яких Ростовське князівство розділилося на два уділи.